# Giórgos Theodorídis
Giórgos Theodorídis (en grec moderne : Γιώργος Θεοδωρίδης), né le 3 juillet 1980 à Francfort-sur-le-Main, est un footballeur grec évoluant au poste de milieu. Il est international grec.

## Palmarès
- Avec PAOK :
  - Vainqueur de le Coupe de Grèce en 2003.

- Avec Panetolikós :
  - Champion de Grèce (D2) en 2011.